# Dvorany nad Nitrou
Dvorany nad Nitrou este o comună slovacă, aflată în districtul Topoľčany din regiunea Nitra. Localitatea se află la altitudinea de 156 m deasupra n.m., se întinde pe o suprafață de 4,52 km2 și în 2017 număra 768 de locuitori.

## Istoric
Localitatea Dvorany nad Nitrou este atestată documentar din 1285.

## Demografie
| An:                | 1994 | 2004    | 2014   | 2024   |
| ------------------ | ---- | ------- | ------ | ------ |
| Număr de persoane: | 683  | 775     | 761    | 814    |
| Diferență:         |      | +13,46% | −1,80% | +6,96% |

| An:                | 2023 | 2024   |
| ------------------ | ---- | ------ |
| Număr de persoane: | 810  | 814    |
| Diferență:         |      | +0,49% |